# دودمان لنکستر
دودمان لنکستر (انگلیسی: House of Lancaster) نام دو شاخه از دودمان پلانتاژنه بود، اولین خاندان زمانی تأسیس شد که هنری سوم عنوان ارل‌های لنکستر را به وجود آورد و رسمیت بخشید و در سال ۱۲۶۷ از عنوان نام آن خاندان برای فرزند دوم خود موسوم به ادموند کروچ‌بک استفاده کرد، ادموند نیز در سال ۱۲۶۵ بشخصه عنوان ارل لستر را رسمیت بخشید و زمین و امتیازاتی فراخور این عنوان را به سیمون دو مونتفورد، ششمین ارل لستر تفویض کرد، پس از مرگ مونتفورد در نبرد ایوشام که در جریان دومین نبرد بارون‌ها رخ داد، تمامی حقوق مدنی نیز از وی سلب شد، فرزند ادموند موسوم به توماس، دومین ارل لنکستر املاک و عنوان‌های پدرش را به ارث برد. دومین خاندان لنکستر به نام و توسط جان گونت، فرزند ادوارد سوم تأسیس شد.